# ИНФОРМ
Информационная сеть по религиозным движениям (ИНФОРМ, англ. Information Network Focus on Religious Movements — INFORM) — независимая общественная организация, основанная социологом религии Айлин Баркер в 1988 году с целью сбора и предоставления заинтересованным лицам нейтральной, объективной и современной информации о новых религиозных движениях. Офис расположен в Лондонской школе экономики и политических наук.

## История
Организация была создана при поддержке Хоум-офис (МВД Великобритании), архиепископа Кентерберийского, кардинала Хьюма и представителей других основных конфессий в Великобритании. Деятельность ИНФОРМ состоит в сборе данных о различных НРД для органов государственной власти, исследователей, средств массовой информации и частных лиц. Финансирование деятельности осуществляется со стороны Хоум-офис, за счёт вкладов учредителей и пожертвований от основных конфессий, незначительно от проведения семинаров и продажи литературы. Согласно принятой в ИНФОРМ политике в финансировании не принимают участие какие-либо новые религиозные движения или связанные с ними организации.
Официальными меценатами ИНФОРМ являются: епископ Норвича Церкви Англии Грэм Ричард Джеймс; модератор «Группы свободных церквей» и сопредседатель «Конференции лидеров харизматов и пятидесятников Великобритании» Хью Осгуд; митрополит Диоклийский
Каллист (Уэр); ауксилиарий архиепархии Саутуарка и титулярный епископ Роузмарки Римско-католической церкви Пол Хендрикс; барон Мегхнад Десаи; барон Назир Ахмед; баронесса Салли Грингросс.
Консультативная группа: сэр Джон Эллисон и леди Эллисон (Джиллиан); социолог религии Эбби Дэй; священник архиепископии Ливерпуля Римско-католической церкви и советник Папского совета по межрелигиозному диалогу монсеньор Питер Флитвуд; священник прихода Святой Марии Ньюингтона каноник Джайлс Фрэзер; правовед Конор Герти; религиовед Рон Гивс; правовед Марк Хилл; экономист и политолог Мэри Калдор; королевский адвокат барристер Филип Кац; Хью Мэрридж; директор по общественному здравоохранению Совета графства Хартфордшир Джим Макманус; политолог и писатель Зия Мераль, советник по вопросам управления, медиатор и солиситор Сара О’Грейди; журналист, издатель и писатель Дамиан Томпсон; Роберт Таутер; социолог религии Дэвид Воас; капеллан ЛШЭ Джеймс Уолтерс; социолог религии Линда Вудхед.

## Руководство и сотрудники
Общую политику ИНФОРМ определяет Совет управляющих, который проводит свои заседания два раза в год и по их итогам представляет годовой отчет и аудит финансовой деятельности в Регистрационную палату Великобритании и Комиссию по благотворительности Англии и Уэльса.
Состав Совета управляющих:
- Айлин Баркер — председатель
- Джеймс Бекфорд — заместитель председателя
- Джордж Крайссайдс
- Конор Герти[англ.]
- Грэм Харви
- Уорвик Хоукинс
- Ким Нотт
- Уильям Кенни
- Эндрю Магуайр
- М. С. Штерин[англ.] — сотрудник по университетским связям
- Алан Уолкер

Руководящий комитет отвечает за развитие мониторинга и принятие ежедневных решений, включая назначение новых сотрудников.
Состав Руководящего комитета:
- Джеймс Бекфорд — председатель
- Айлин Баркер
- Эндрю Магуайр

Состав сотрудников ИНФОРМ:
почётные
- Джин Сибилла Лафонтен
- Бернард Доэрти

штатные
- Аманда Ван Эк Дёймаер Ван Твист — заместитель директора ИНФОРМ
- Сара Джейн Харви — Научный сотрудник с 2001 года. Получила бакалавра гуманитарных наук по сравнительному религиоведению и социальной антропологии в Манчестерском университете и магистра естественных наук по социологии (методы социальных исследований) в Лондонской школе экономики и политических наук. В 2009 году начала учиться на кафедре психосоциальных исследований колледжа Биркбека Лондонского университета готовясь получить доктора философии по теме духовности и деторождения. В ИНФОРМ она в первую очередь отвечает за ведение базы данных новых религиозных движений и ответы на поступающие извне запросы. В область её научных интересов входит язычество, а также Церковь Иисуса Христа святых последних дней (мормоны) и Пятидесятническая церковь Пенуэля[англ.]. В 2009 году она выступала в качестве приглашённого редактора выпуска научного журнала The Pomegranate: The International Journal of Pagan Studies (Т. 11, № 1).
- Сибил Макфарлен — Начала работать в ИНФОРМ в качестве стажёра в летом 2010 года, после того как получила магистра гуманитарных наук по религиоведению в Королевском колледже Кембриджского университета, защитив диссертацию по теме роли современной христианской музыки как религиозного опыта для молодёжи. Ранее она получила бакалавра гуманитарных наук по истории и религиоведению в Университете Макмастера. В настоящее время является офис-менеджером и ассистентом-исследователем, занимаясь изучением различных религиозных групп и работой с архивами ИНФОРМ.
- Сьюзан Ньюкомби — Сотрудник ИНФОРМ с 2002 года. Кроме того является преподавателем (англ. Associate Lecturer) Открытого университета в Лондоне и читает лекции в области новых религиозных движений/альтернативных религий в Кингстонском университете. Получила бакалавра гуманитарных наук по религиоведению в Амхерстском колледже, магистра наук по религии в современном обществе в Лондонской школе экономики и политических наук. Доктора философии она получила в Кембриджском университете за исследование о популяризации и развитии йоги в Великобритании и в настоящее время продолжает исследования в этой области (см. modernyogaresearch.org). Автор статей в коллективных монографиях, а также в научных журналах Journal of Contemporary Religion[англ.], Religion Compass и Asian Medicine.
- Силке Штейдингер — с 2006 года является ассистентом-исследователем и занимается изучением различных религиозных групп для базы данных, а также составлением каталогов ИНФОРМ. В 1999 году в Королевском колледже Кембриджского университета получила бакалавра гуманитарных наук по религиоведению. В 2004 году в Лондонской школе экономики и политических наук получила магистра наук по религии в современном обществе (социология), защитив диссертацию по теме смерти в новых религиозных движениях. Кроме того является психоаналитическим психотерапевтом сертифицированным Психотерапевтическим советом Великобритании[англ.].

## Отзывы и критика
Британский социолог религии Брайн Уилсон отмечал, что ИНФОРМ часто удаётся разрешать или обезвреживать глубоко эмоциональные конфликты, возникающие в связи с новыми религиозными движениями.
Информационный сетевой центр религиозных движений подвергается критике со стороны антикультовых организаций, в частности FAIR, за мягкое отношение к сектам. Британский политик, вице-президент FECRIS Томас Джеффри Саквилль являвшийся в 1995—1997 годах парламентским заместителем государственного секретаря в 1997 году добился отмены финансирования ИНФОРМ со стороны Хоум-офиса, что привело организацию на грань закрытия. Однако, когда в 2000 году финансирование было возобновлено, Саквилль выступил с предупреждением правительству о том, что ИНФОРМ будет плохие экспертные оценки и отметил: «Я отменил грант ИНФОРМ и полагаю нелепым, что его восстановили». Баркер в свою очередь заявила, что она, и возглавляемая ею организация, «не являются апологетами культов» и что шум поднимается на ровном месте теми, кто не проводит серьёзных научных исследований и закрыт для доводов разума настолько же, насколько те культы, которые критикуются. Кроме того, по её мнению, FAIR была разочарована, что не получила предназначавшееся ИНФОРМ финансирование.